# Ана Николић
Ана Николић (Светозарево, 27. септембар 1978) српска је певачица. Истакла се учешћем на Беовизији 2003. са песмом Јануар. Препозната је као једна од најеминентнијих поп певачица у Србији. Издала укупно пет студијских албума.

## Ранији живот
Рођена је 27. септембра 1978. у Светозареву, али је детињство провела у Параћину. Завршила је језичку гимназију у Параћину, а затим је уписала вишу политехничку школу у Београду, одсек за дизајн. Своју каријеру је започела са 22 године певајући по београдским сплавовима.

## Каријера

### 2003—2004:Јануар
Са песмом „Јануар“ на Беовизији 2003. освојила је награду за најбољи дебитантски наступ, а песма је постала велики хит. Ана је током лета исте године издала свој први студијски албум Јануар на коме је најдоминантнији ауторски рад композитора Александра Милића Милија и текстописца Марине Туцаковић. Објавила га је у издању Сити рекордса. Албум првенац са неколико хитова као што су: „Хоћу да те гледам“, „Птица скитница“, „Ватра“, „Атина“, „Мој клуб“ и са два високобуџетна спота за песме: „Ватра“ и „Хоћу да те гледам“. Ана је 2003. године добила и оскар за поп певачицу, за хит године и албум године. На Беовизији 2004. добила је награду за откриће године.

### 2005—2008:Ромале РомалииДевојка од чоколаде
После албума Јануар уследила је подужа пауза од три године. На музичку сцену се вратила на Беовизији 2006. са песмом „Ромале Ромали“ заузевши тако друго место, односно четврто место у финалном избору. Песма је постала велики хит.
У новембру исте године Ана издаје свој други албум под називом Девојка од чоколаде који су потписале две издавачке куће, Сити рекордс и Miligram Music. На албуму су се истакле песме: „Девојка од чоколаде“, „Дум један коњак“, „Плакаћете за мном обоје“. Ана је 2007. по први пут одржала велику турнеју под називом „Чоколада“.
У децембру 2008. године излази CD Platinum collection са највећим Аниним хитовима и две нове нумере „Екстаза“ и „Шизофренија“. Почиње и сарадња певачице и два млада аутора Милошем Рогановићем и Филипом Милетићем.

### 2009—2010: Скандал на Беовизији и
На Беовизији 2009. Ана Николић је отпевала песму „Били смо најлепши”, где у полуфиналној вечери није прошла даље, затим је накнадним пребројавањем гласова установљено да је прошла у финале, као и њена колегиница Ивана Селаков. Ипак, Ана је одбила да се такмичи у финалу.
Следећи албум Ане Николић изашао је у јулу 2010. године под називом Mafia caffé с хитовима: „Џукело“, „Мишо мој“, „Мафија кафе“ (дует са Огњеном Амиџићем), „Зла барбика“. Албум је постигао велики успех.

### 2011—2015:БаксузеиМилион долара
Први сингл Ане Николић после албума Mafia caffe јесте била песма „Баксузе“. Песма је постала хит, а за песму је и снимљен видео-спот са многим играчким тачкама. Ана је после песме најавила нови албум.
Дугоочекивани албум Милион долара објављен је 19. јула 2013. године. Прву нову песму с албума Ана је премијерно извела у финалу четврте сезоне Фарме 7. јула. Назив песме јесте „Милион долара“ исти као и назив самог албума. Песма је дует Ане Николић и Николије Јовановић, ћерке славне певачице Весне Змијанац. Ана је са Николијом Јовановић снимила спот за исту песму, који је на Јутјубу за један дан имао 85.000 прегледа, после чега је био забрањен за малолетне кориснике јер је оцењен као провокативан.
Остале песме са албума премијерно је отпевала 9. јула 2013. године у емисији Амиџи шоу.

### 2016—2019:Лабилнаи пауза
После две године музичке паузе, колико је прошло од издавања њеног албума „Милион долара“, Ана 2015. године најављује нови албум и избацује песму Воли ме, воли ме. Песму су написали Марина Туцаковић и Дамир Хандановић, са којима је радила и на поменутом албуму, док је за екранизацију нумере која је остварила велики успех био задужен Дејан Милићевић. Међутим, Ана у последњем тренутку одустаје од већ спремног албума и отпочиње сарадњу са српским репером, текстописцем и композитором Растом на новом албуму.
Крајем априла 2016. године, објављује нови студијски албум по називом Лабилна 12. маја 2016. На албуму се налази осам песама које су аутобиографске. Песму Да те вратим је посветила свом оцу Душану (8. јун 1955 — 11. мај 1998) који је преминуо, док је песма Лабилна намењена како за геј тако и за стрејт публику.

### 2020—данас:КлиникаиХвала, довиђења
Почетком 2020. године, Ана је објавила име албума, Клиника. Први сингл са албума „Било је лепо” доживела је велики успех у српској дијаспори. Шести албум Клиника заправо није објављен у физичком облику, јер су се неке песме појавиле на друштвеним мрежама пре званичне објаве, тако да су песме објављене само као синглови на јутјубу уз пратњу музичких спотова. (у питању су песме Било је лепо, Клиника, Перспективе, Хијене, Ти си крив, Жено и Није ми до секса.) У јуну 2024. године објавила је свој први мини-албум Хвала, довиђења, који је, осим насловне нумере, садржао и песме Тераса с погледом на зид, која је доживела изузетни успех код публике, али и Кидам, Рођендан и Bonnie & Clyde које су такође доживеле популарност.

## Приватни живот
Ана Николић се тајно удала 28. јула 2016. за Стефана Ђурића Расту, којег је упознала у току рада на њеном албуму Лабилна. 3. августа 2017. Ана је родила кћерку којој су дали име Тара.

## Дискографија

### Студијски албуми
- 2003. Јануар
- 2006. Девојка од чоколаде
- 2008. Platinum collection
- 2010. Mafia caffé
- 2013. Милион долара
- 2016. Лабилна
- 2020. Клиника

### Мини-албуми
- 2024. Хвала, довиђења

### Синглови
- 2003. “Јануар”
- 2006. “Ромале, ромали”
- 2008. “Шизофренија”
- 2009. “Екстаза”
- 2009. “Били смо најлепши”
- 2010. “Џукело“
- 2012. “Баксузе“
- 2013. “Милион долара“
- 2015. “Воли ме, воли ме“
- 2016. “200/100“
- 2017. “Случајност”
- 2021. “Пролази”
- 2023. “Невина и крива”

#### Видео-спотови
| Видео спот               | Година | Режисер                            |
| ------------------------ | ------ | ---------------------------------- |
| Хоћу да те гледам        | 2003   | Studio Vista                       |
| Ватра                    | 2004   |                                    |
| Девојка од чоколаде      | 2006   | Cinnamon Prodcution                |
| Џукело                   | 2010   | ДМ САТ видео продукција            |
| Мишо мој                 | 2010   | ДМ САТ видео продукција            |
| Нисам за трипут          | 2010   | ДМ САТ видео продукција            |
| Баксузе                  | 2012   | Дејан Милићевић                    |
| Лоше ти је било          | 2013   | Дејан Милићевић                    |
| Написмено                | 2013   | Дејан Милићевић                    |
| Ђаво                     | 2013   | Дејан Милићевић                    |
| Милион долара            | 2013   |                                    |
| Добродошао у мој заборав | 2013   | Дејан Милићевић                    |
| Воли ме воли ме          | 2015   | Дејан Милићевић                    |
| 200/100                  | 2016   | Ana Nikolic Team                   |
| Било је лепо             | 2020   | Љуба                               |
| Клиника                  | 2020   | Немања Новаковић                   |
| Жено                     | 2020   | Лазар Богдановић, Немања Новаковић |
| Хијене                   | 2020   | Немања Новаковић                   |
| Перспективе              | 2020   | Немања Новаковић                   |
| Ти си крив               | 2020   | Немања Новаковић                   |
| Није ми до sexa          | 2020   | Немања Новаковић                   |
| Пролази                  | 2021   | Љуба Радојевић                     |

## Фестивали
- Јануар, Беовизија 2003.
- Срећан ми не долази, Сунчане скале 2004.
- Ромале ромали, Беовизија 2006, 2. место
- Ромале ромали, Европесма-Еуропјесма 2006, 5. место
- Били смо најлепши, Беовизија 2009, пласман у финале

## Филмографија
- Паре или живот као певачица Санела (2009—2010)